# Lisa Marie Newmyer
Lisa Marie Newmeyer (Austin, 27 agosto 1968) è un'attrice statunitense.
Esordì nel 1994 nel film The House on Todville Road interpretando Sarah. Sempre nel medesimo anno lavorò nella pellicola Non aprite quella porta IV , il suo più grande successo dopo aver recitato in Sin City nel 2005. Nel 2006 interpretò Connie in A Scanner Darkly - Un oscuro scrutare e nel 2011 ha collaborato al lungometraggio The Tree of Life. Nel 2008 ha recitato nella serie TV Friday Night Lights.